# 司门口黄鹤楼站
司门口黄鹤楼站位于中华人民共和国湖北省武汉市武昌区，是武汉地铁5号线的地铁车站。

## 车站结构
司门口黄鹤楼站位于民主路与横街交叉口北侧，车站为地下二层岛式车站，全长175.2m，标准段总宽21.5m，车站埋深约17.33m。车站共设3个出入口、2组风亭、3个疏散口。采用明挖顺作法施工。

### 车站出口
|                                                 |      |      |  |
| 出口編號                                        | 設施 | 照片 |  |
| A                                               |      |      |  |
| B                                               |      |      |  |
| C                                               |      |      |  |
| 注： 設有升降機 \| 設有輪椅升降台 \| 設有洗手間 |      |      |  |

## 鄰近地點
黄鹤楼公园

### 内部链接
- 武汉地铁车站列表